# 1966 في الكويت

## المناصب
- أمير الدولة : صباح السالم الصباح
- رئيس الوزراء: جابر الأحمد الصباح

## مواليد
- طارق العلي - ممثل.
- نوال الكويتية - مغنية.